# 北京大学药学院
北京大学药学院，始建于1941年，原为北京大学医学院药学系；1952年医学院独立建院，随之改名为北京医学院药学系；1985年随学校更名为北京医科大学药学院，2000年4月北京医科大学与北京大学合并组建新的北京大学，随之更名为北京大学药学院。

## 现状
学院4名教授被遴选为院士,其中王序教授、王夔教授、张礼和教授为中国科学院院士，楼之岑教授为中国工程院院士。被国家人事部和卫生部授予有突出贡献的中青年科技专家称号的3名;"长江学者奖励计划"特聘教授1名（叶新山），"国家杰出青年科学基金"获得者4名（果德安、车庆明、蔡少青、屠鹏飞）,教育部"跨世纪人才"3名；全国优秀教师1名,北京市优秀教师7名；享受国务院颁发的政府特殊津贴的36名。学院现有在职职工200名，其中专任教师131名，具有博士学位的占43%。专任教师中教授39名教师、副教授32名；博士生导师19名、硕士生导师32名。

## 系室设置
学院现设有化学生物学系、药物化学系、天然药物学系、药剂学系、分子与细胞药理学系、药事管理与临床药学系、实验教学中心、应用药物研究所；一个国家首批建立的重点实验室：天然药物与仿生药物国家重点实验室，一个首批进入"211工程"的现代药学与新药研究学科群，两个国家重点学科即药物化学和生药学。 学院现有3个博士点即药物化学、生药学、药剂学，5个硕士点即药物化学、生药学、药剂学、药物分析学、无机化学；药学作为一级学科设有一个药学博士后流动站和一个"大药学"博士点，这标志着药学院各学科均可招收博士生。

## 知名教授
- 王夔 （1928年5月7日－） 男，汉族，天津市人，中国科学院院士，生物无机化学、无机药物化学、化学生物学；
- 张礼和 （1937年9月8日－） 男，汉族，江苏扬州人，中国科学院院士，药物化学、有机化学；
- 王序 （1912年3月8日－1984年2月10日） 男，汉族，江苏无锡人，中国科学院院士；
- 楼之岑 （1920年1月28日－1995年3月23日） 男，汉族，浙江孝丰人，中国工程院院士。